# Целинный (Ершовский район)
Цели́нный — посёлок в Ершовском районе Саратовской области. Административный центр Декабристского муниципального образования.

## Физико-географическая характеристика
Посёлок находится в Заволжье, в пределах Сыртовой равнины, относящейся к Восточно-Европейской равнине, на левом берегу реки Большой Узень. Почвы — тёмно-каштановые. Абсолютная высота — около 70 м над уровнем моря.
Посёлок находится на расстоянии 17 км (по прямой) и 21 км (по автодорогам) к востоку от центральной части города Ершов, административного центра района, и 200 км к юго-востоку от города Саратов, административного центра области.

### Часовой пояс
Посёлок Целинный, как и вся Саратовская область, находится в часовой зоне МСК+1. Смещение применяемого времени относительно UTC составляет +4:00.

## История
Основан в 1954 году как центральная усадьба совхоза «Декабрист». В 1956 году открыта восьмилетняя школа, преобразованная в 1966 году в среднюю.

## Население
| 2002 | 2010  |
| ---- | ----- |
| 1272 | ↘1001 |

### Национальный состав
Согласно результатам переписи 2002 года, в национальной структуре населения русские составляли 70 % из 1272 чел.

## Улицы
| - ул. 27 съезда КПСС, - ул. 60 лет Октября, - ул. Восточная, - ул. Комсомольская, | - ул. Ленина, - ул. Молодёжная, - пер. Новый, - ул. Садовая, | - ул. Целинная, - ул. Чапаева, - пер. Школьный, - ул. Юбилейная. |